# Yeongsan
Der Yeongsan ist ein Fluss im südwestlichen Südkorea.
Er hat eine Länge von 115,5 km und entwässert eine Fläche von 3371 km². Der Yeongsan hat seinen Ursprung am Yongchubong Peak (龍湫峰; 560 m) in Yong-myeon, Landkreis Damyang, Provinz Jeollanam-do gelegen. Er fließt durch, Naju, Yeongam und weiteren Regionen um schließlich bei Mokpo über ein Ästuar in das Gelbe Meer zu münden.